# جوليان شتورم
جوليان شتورم (بالألمانية: Sören Sturm)‏ هو لاعب هوكي الجليد ألماني، ولد في 15 ديسمبر 1989 في كولونيا في ألمانيا.

## وصلات خارجية
- جوليان شتورم على موقع EliteProspects.com (الإنجليزية)
- جوليان شتورم على موقع Eurohockey.com (الإنجليزية)
- جوليان شتورم على موقع HockeyDB.com (الإنجليزية)